# Liste der Monuments historiques in Bouxwiller (Bas-Rhin)
Die Liste der Monument historique in Bouxwiller verzeichnet alle klassifizierten und eingetragenen Monuments historiques in der elsässischen Stadt Bouxwiller im Département Bas-Rhin.

## Liste der Monuments historiques
| Bezeichnung                    | Beschreibung | Standort                              | Kennzeichnung | Schutzstatus | Datum | Bild           |
| ------------------------------ | --- | ------------------------------------- | ------------- | ------------ | ----- | -------------- |
| Ruhebank                       | Auf Initiative des Präfekten des Département Bas-Rhin wurden in den Jahren 1811/12 im Elsass Ruhebänke aufgestellt, um an die Geburt von Napoleon Franz Bonaparte zu erinnern. Die Bänke sollten den Bauern, die an Markttagen ihre Waren zu den Märkten in den umliegenden Städten trugen, als Raststätte dienen. Sie sind aus Sandstein geformt und meist mit einer Verdachung als Schattenspender ausgestattet. | RD 59 (Lage)                          | PA00084639    | Inscrit      | 1988  |                |
| Ruhebank                       | 1856 aufgestellt | RD 73 (Lage)                          | PA00084640    | Inscrit      | 1988  |                |
| Ruhebank                       | 1854 aufgestellt | RD 232 (Lage)                         | PA00084641    | Inscrit      | 1988  |                |
| Ruhebank                       | Auf Initiative des Präfekten des Departements Bas-Rhin, Auguste César West, wurden anlässlich der 1853 stattgefundenen Hochzeit von Kaisers Napoleon III. mit der 27-jährigen Eugénie de Montijo entlang der wichtigsten Straßen 448 Ruhebänke im Abstand von jeweils zwei Kilometern aufgestellt | RD 232 (Lage)                         | PA00084642    | Inscrit      | 1988  |                |
| Georgskapelle mit Kornspeicher | Die Georgskapelle wurde im ersten Drittel des 14. Jahrhunderts im gotischen Stil erbaut. An die kleine Kirche schließt sich ein einstöckiger Getreidespeicher an. Im 14. Jahrhundert diente die Kapelle als Grablege der Herrschaft Lichtenberg. Nach der Französischen Revolution diente das Gebäude auch als Gefängnis. Die Konstruktion des Daches mit Hängewerk ist eines der wenigen Beispiele für diese Bauweise im Elsass. Im Obergeschoss der Kapelle befindet sich eine Wohnung. Der Getreidespeicher ist ein lang gestreckter Gebäuderiegel mit großen Rundbogenfenstern und hohem steilem Satteldach. | Clos des Seigneurs (Lage)             | PA00084643    | Inscrit      | 1987  | weitere Bilder |
| St. Leodegar                   | St. Leodegar (französisch: St-Léger) wurde 1779 von dem Architekten Ginter anstelle einer gotischen Kirche erbaut. Von dieser erhalten ist der Turm auf der Südseite. Die Kirche ist ein barocker Saalbau mit vier Jochen und einem dreiseitigen Chorschluss. Drei Fensterachsen auf den Langseiten beleuchten das Innere. Drei spitzbogige Arkaden trennen Mittel- und Seitenschiffe. In den Obergaden sitzen runde Fenster. | Rue des Mines (Lage)                  | PA00084644    | Inscrit      | 1930  | weitere Bilder |
| Protestantische Kirche         | Die ursprünglich gotische Basilika mit Chorturm aus dem 14. Jahrhundert wurde nach Zerstörung 1613/14 stark verändert wiederaufgebaut. Der Turm wurde 1728/29 erhöht und erhielt eine geschweifte Haube. Seit 1542 ist die ursprünglich Maria geweihte Kirche protestantisch. Die Kirche hat keinen Chorraum und schließt gerade. Um den Altar verläuft eine hölzerne Empore. | Place de l’Église (Lage)              | PA00084645    | Inscrit      | 1930  | weitere Bilder |
| Rathaus                        | Das Rathaus ist ein symmetrisch angelegter zweigeschossiger Putzbau. Das Gebäude wurde 1658 bis 1663 nach Plänen von Hans Weibel als Verwaltungssitz erbaut. Über dem Sandsteinportal sitzt in der zentralen Achse ein mächtiges Zwerchhaus mit abgewalmtem Dach und Dachreiter. Sandsteinquader betonen die Ecken. Das aufwendig verzierte Portal im Stil der Spätrenaissance wird von Rundsäulen mit korinthischen Kapitellen gesäumt. Im zentralen Feld sitzt ein Wappen der Grafen von Hanau-Lichtenberg. | Place du Château (Lage)               | PA00084646    | Inscrit      | 1930  | weitere Bilder |
| Spitalgarten                   | Das Wasserschloss Buchsweiler war eine hufeisenförmige Anlage mit mächtigem Rundturm an der Ecke und einem terrassierten Herrengarten, der in der Revolution zerstört wurde. Auch von dem einstmals prächtigen Schloss sind nur Nebengebäude erhalten. Die Überbleibsel des Parks sind heute Garten eines Krankenhauses. Erhalten sind aus dem frühen 18. Jahrhundert zwei Brunnen und eine Statue eines Merkur. | 3 rue du Canal (Lage)                 | PA00084647    | Inscrit      | 1930  | weitere Bilder |
| Haus des Kirchschaffners       | Das Erbauungsdatum des Gebäudes ist unbekannt. Wesentliche Teile stammen aus dem letzten Viertel des 16. Jahrhunderts, als es dem Schultheiß Roehrich gehörte. Später war es Wohnsitz des Kirchschaffners, dann Sitz des Presbyteriums. Im 20. Jahrhundert war im Erdgeschoss eine Bäckerei untergebracht. Aus dieser Zeit stammen auch die Schaufenster. Das dreigeschossige Haus wurde mit einem Erdgeschoss aus Stein und den darüber liegenden Geschossen in Fachwerkbauweise errichtet. Auffällig ist der zweigeschossige polygonale Eckerker über einer kurzen Säule. Eine zweigeschossige Tordurchfahrt führt in einen Innenhof. | 18, rue du Canal (Lage)               | PA00084648    | Inscrit      | 1930  | weitere Bilder |
| Haus Siegler                   | Das Wohnhaus wurde 1670 für den Metzgermeister Hans Jacob Siegler erbaut. Das dreigeschossige traufständige Gebäude wurde mit einem Erdgeschoss aus Stein und Obergeschossen in Fachwerkbauweise errichtet. Die Obergeschosse kragen dabei leicht aus. im Giebelbereich kragt das Walmdach weit über. Darunter wurde eine hölzerne Galerie errichtet. Die Front des Erdgeschosses ist nicht mehr im Originalzustand erhalten und wurde auf die Bedürfnisse der Geschäftsbetriebe umgebaut. Im Fachwerk Schnitzereien, insbesondere die Figur eines Soldaten in einem Pfosten. | 2, rue de l’Église (Lage)             | PA00084649    | Inscrit      | 1930  | weitere Bilder |
| Haus Pflüger                   | Das Gebäude wurde 1667 für den Seiler Hans Georg Pflüger und dessen Ehefrau errichtet. Noch heute sind das Zunftzeichen und Initialen HGP und MAP im Portal erkennbar. Das giebelständige dreigeschossige Wohn- und Geschäftshaus wurde im Erdgeschoss mit Geschäftsbetrieb in Steinbauweise errichtet, darüber mit Fachwerk. In den Obergeschossen sitzt auf der Giebelseite leicht asymmetrisch ein polygonaler Erker mit reichem Schnitzwerk. | 29 Grand-Rue (Lage)                   | PA00084650    | Inscrit      | 1930  | weitere Bilder |
| Wohnhaus                       | Der Haupttrakt des Gebäudes stammt aus dem späten 16. Jahrhundert. Die Straßenfassade wurde im 18. Jahrhundert verändert. Auch der Westflügel wurde im 18. Jahrhundert erbaut oder maßgeblich verändert. Der Treppenturm im Hof stammt aus dem Jahr 1584. Die Tordurchfahrt wurde vermutlich im 18. Jahrhundert um den Ostflügel des Hauses erweitert (heute 35 Grand-Rue). | 37 Grand-Rue (Lage)                   | PA00084651    | Inscrit      | 1930  |                |
| Wohnhaus                       | Das Gebäude stammt aus dem Jahr 1558 wurde aber häufig verändert und umgebaut. 1613 wurde das Haus im Süden vergrößert. Der zweigeschossige Putzbau wurde über einem hohen Sockelgeschoss errichtet. An einer Gebäudeecke sitzt im Obergeschoss ein querrechteckiger Sandsteinerker mit Renaissance-Motiven. | 46 Grand-Rue (Lage)                   | PA00084652    | Inscrit      | 1930  | weitere Bilder |
| Wohnhaus                       | Das Wohnhaus wurde 1591 errichtet und 1598 um einen Risaliten erweitert. Am Haus findet sich das Wappen derer von Gremp von Freudenstein. 1606 wurde im Norden ein Gebäudeflügel angebaut und das Haus wohl für den Bailli Christoph Gremp von Freudenstein vergrößert. Für die Region typisch wurde auf einem Erdgeschoss aus Stein ein Obergeschoss aus Fachwerk errichtet. | 6, rue des Juifs (Lage)               | PA00084653    | Inscrit      | 1930  | weitere Bilder |
| Wohnhaus                       | Das Gebäude mit Walmdach wurde 1636 für den Steuerbeamten Theurer. 1636 erweiterte er das Gebäude auf der Rückseite um einen Mittelrisaliten auf sechs Holzsäulen erweitern. Das Wohnhaus wurde in Fachwerkbauweise über einem Kellergeschoss aus Stein errichtet und diente zwischenzeitlich auch als Getreidelager und war Sitz der Waage. | 26, place du Marché-aux-Grains (Lage) | PA00084654    | Inscrit      | 1930  | weitere Bilder |
| Wohnhaus                       | Die Inschrift in einem kleinen Erker verrät Erbauer und Erbauungsdatum. Johann Christoph Conradt ließ das Wohnhaus 1688 errichten. Fenster und Erker sind mit Renaissance-Motiven verziert, darunter auch einige Köpfe. 1985 wurde das Gebäude bei einem Brand schwer beschädigt und verändert wiederaufgebaut. | 3, rue de la Poste (Lage)             | PA00084655    | Inscrit      | 1930  |                |
| Wohnhaus                       | Das Wohnhaus mit vier Geschossen wurde 1595 errichtet. Die beiden unteren Stockwerke wurden in Stein errichtet, die beiden darüber liegenden leicht auskragend in Fachwerkbauweise. | 1, rue du Sable (Lage)                | PA00084656    | Inscrit      | 1930  | weitere Bilder |
| Ehemalige Synagoge             | Die Synagoge ersetzte 1842 eine ältere Synagoge in der Rue des Juifs. 1896 wurde das Innere verändert, um der inzwischen stark gewachsenen Zahl der Gemeindemitglieder mehr Platz zu bieten. Während der Zeit der deutschen Besatzung wurde das Innere zerstört und als Kartonagenfabrik genutzt. Nach dem Zweiten Weltkrieg richteten die Überlebenden der jüdischen Gemeinde Bouxwiller einen kleinen Betsaal im Gebäude ein. 1986 erwarb die Stadt das Gebäude und baute es zwischen 1998 und 2000 zum Musée judéo-alsacien um. Das klassizistische Gebäude wurde über einem rechteckigen Grundriss errichtet. Die Längsseiten besitzen fünf Fensterachsen mit Rundbögen. Man betritt das ehemalige Gotteshaus über ein klassizistisches Portal mit Dreiecksgiebel. | Grand-Rue (Lage)                      | PA00084657    | Inscrit      | 1984  | weitere Bilder |

## Liste der Objekte
| Bezeichnung                                   | Beschreibung | Standort                                   | Kennzeichnung | Schutzstatus | Datum     | Bild           |
| --------------------------------------------- | --- | ------------------------------------------ | ------------- | ------------ | --------- | -------------- |
| Orgel                                         | 1778 von Johann Andreas Silbermann gebaut | in der protestantischen Kirche (Lage)      | PM67000998    | Classé       | 1977      | weitere Bilder |
| Orgelprospekt                                 | 1778 von Johann Andreas Silbermann gebaut | in der protestantischen Kirche (Lage)      | PM67000495    | Classé       | 1977      | weitere Bilder |
| 27 Gemälde in der Brüstung der Emporen        | Ölfarbe auf Holz, vermutlich von Simon Johann Heüsselin, 1672 | in der protestantischen Kirche (Lage)      | PM67001357    | Inscrit      | 1999      |                |
| Tisch im Stil Louis-quatorze                  | Holz, bemalt und vergoldet, 17. Jahrhundert | in der protestantischen Kirche (Lage)      | PM67001585    | Inscrit      | 1995      |                |
| Kanzel                                        | Sandstein, bemalt und vergoldet, bezeichnet 1519 und 1614 | in der protestantischen Kirche (Lage)      | PM67000733    | Classé       | 1995      | weitere Bilder |
| Orgel                                         | Ensemble aus PM67000032 und PM67000033 | in der katholischen Kirche St-Léger (Lage) | PM67000999    | Classé       | 1977 1988 |                |
| Instrumentalteil der Orgel                    | 1668 von Johann Jacob Baldner für die protestantische Kirche in Bouxwiller gebaut, 1699 von Andreas Silbermann repariert, 1779 in die katholische Kirche transferiert | in der katholischen Kirche St-Léger (Lage) | PM67000033    | Classé       | 1988      |                |
| Orgelprospekt                                 | 1668 von Johann Jacob Baldner für die protestantische Kirche in Bouxwiller gebaut, 1779 in die katholische Kirche transferiert, 1827 ergänzt                          | in der katholischen Kirche St-Léger (Lage) | PM67000032    | Classé       | 1977      |                |
| Madonna                                       | Holz, farbig gefasst, versilbert und vergoldet, bezeichnet 1771 | in der katholischen Kirche St-Léger (Lage) | PM67001588    | Inscrit      | 1995      |                |
| Glocke                                        | Bronze, 1821 gegossen | in der katholischen Kirche St-Léger (Lage) | PM67001589    | Inscrit      | 1995      |                |
| Zwei Seitenaltäre                             | Holz, farbig gefasst und vergoldet, 18. Jahrhundert | in der katholischen Kirche St-Léger (Lage) | PM67001586    | Inscrit      | 1995      |                |
| Skulptur des heiligen Aloisius von Gonzaga    | Holz, farbig gefasst und vergoldet, zweites Viertel des 19. Jahrhunderts                                                                                              | in der katholischen Kirche St-Léger (Lage) | PM67001587    | Inscrit      | 1995      |                |
| Gemälde Die Enthauptung des heiligen Leodegar | Gemälde mit Holzrahmen, um 1780 | in der katholischen Kirche St-Léger (Lage) | PM67001590    | Inscrit      | 1995      |                |
| Große Glocke                                  | Bronze, 1493 gegossen | im Rathaus (Lage)                          | PM67001592    | Inscrit      | 2001      |                |
| Kleine Glocke                                 | Bronze, 1469 gegossen | im Rathaus (Lage)                          | PM67001591    | Inscrit      | 2001      |                |